# Aethalops aequalis
Aethalops aequalis är ett däggdjur i familjen flyghundar som beskrevs av G.M. Allen 1938. Populationen räknades tidigare som underart till Aethalops alecto och listas nu oftast som god art.
Arten är med en kroppslängd av cirka 66 mm och en underarmlängd av 42 till 46 mm en av de minsta flyghundarna. En svans saknas. Den tjocka pälsen med långa hår har på ovansidan en gråbrun till rödbrun färg medan undersidan är ljusare. Flygmembranen är mörk och den del som ligger mellan bakbenen är smal. I motsats till den nära besläktade flyghunden Balionycteris maculata förekommer inga fläckar på vingarna. Framtänderna är längre än hos Aethalops alecto som är den andra arten i släktet. Det finns även skillnader i tanduppsättningen och skallens konstruktion mellan honor och hanar.
Denna flyghund förekommer i bergstrakter på norra Borneo vid 600 till 1800 meter över havet. Regionen är täckt av skog. Arten hotas i lägre delar av utbredningsområdet av skogsavverkningar. Hela beståndet listas av IUCN som livskraftig (LC).
Levnadssättet motsvarar troligen Aethalops alecto som är nattaktiv och som vilar i träd. Födan utgörs av juice från frukter och av nektar. Arten använder synen och luktsinnet för att hitta födan. Den kan "stanna" (sväva) i luften framför en blomma när den slickat nektar. Antagligen har honor liksom hos andra flyghundar en kull per år med en enda unge.